# Yummy!うわさのキッチン
『Yummy!うわさのキッチン』（ヤミー うわさのキッチン）は、2007年10月1日から2014年3月28日までラジオ沖縄で放送されていたワイド番組である。

## 放送時間
いずれも日本標準時。
- 月曜 - 金曜 9:00 - 11:50 （2007年10月1日 - 2012年9月28日）
- 月曜 - 金曜 9:30 - 11:50 （2012年10月1日 - 2014年3月28日） - 朝のワイド番組『SPLASH!!!』の放送開始によって30分縮小。

## 出演者
現在のパーソナリティーは稲嶺貴子ひとりだが、2009年3月までは長谷川友子が木曜・金曜を務めていた

### パーソナリティ
- 稲嶺貴子[1]
- 長谷川友子（アイモコ）[1]

### ラジオカーリポーター
- 城間有沙[1]
- 川満杏梨[1]
- 田仲メリアン[2]

## コーナー
今日のおなyummy （ヤミー）
リスナーから寄せられた悩み事を、別のリスナーたちからのアドバイスによって解決するコーナー。
まーさん厨房、ただいま仕込み中！
中継コーナー。ランチタイムを控えている朝の飲食店をラジオカーリポーターが訪問し、当日のランチメニューや味のこだわりなどを聞き出す。
週刊 タカコラム トモコラム
当日の担当パーソナリティが、日頃思っていることを3分間独り語りするコーナー。
今週のゴールドディッシュ
週替わりのおすすめ曲を掛けていた音楽コーナー。
氷川きよし節
10:20 - 10:30に放送。文化放送製作。
こだわり健康ジョッキー
10:50 - 11:00に放送。
テレフォン人生相談
11:00 - 11:20に放送。ニッポン放送製作。